# جوزيه هارلان
جوزيه هارلان (بالإنجليزية: Josiah Harlan)‏ هو عسكري أمريكي، ولد في 12 يونيو 1799 في Newlin Township, Pennsylvania ‏ في الولايات المتحدة، وتوفي في 1871 في سان فرانسيسكو في الولايات المتحدة بسبب سل.